# Chalouette
La Chalouette est une rivière française du département de l'Essonne et un affluent de la Juine, donc un sous-affluent de la Seine par l'Essonne.

## Géographie
La longueur de son cours d'eau est de 17,6 km.
Elle prend naissance à Chalou-Moulineux et se jette dans la Juine à Étampes. Plus exactement, elle conflue avec la Louette à la Bastille des Portereaux. De cet ouvrage sont issues deux rivières artificielles: la Rivière d’Étampes et la Rivière des Prés. C'est cette dernière qui se jette dans la Juine près du château de Brunehaut, à Morigny-Champigny.

## Communes traversées
- Chalou-Moulineux
- Chalo-Saint-Mars
- Étampes